# 建福宮花園
建福宮花園，位于紫禁城内西北隅。因随建福宫而建，故称“建福宫花园”，又因位于紫禁城内廷西部，故又称“西花园”。

## 历史

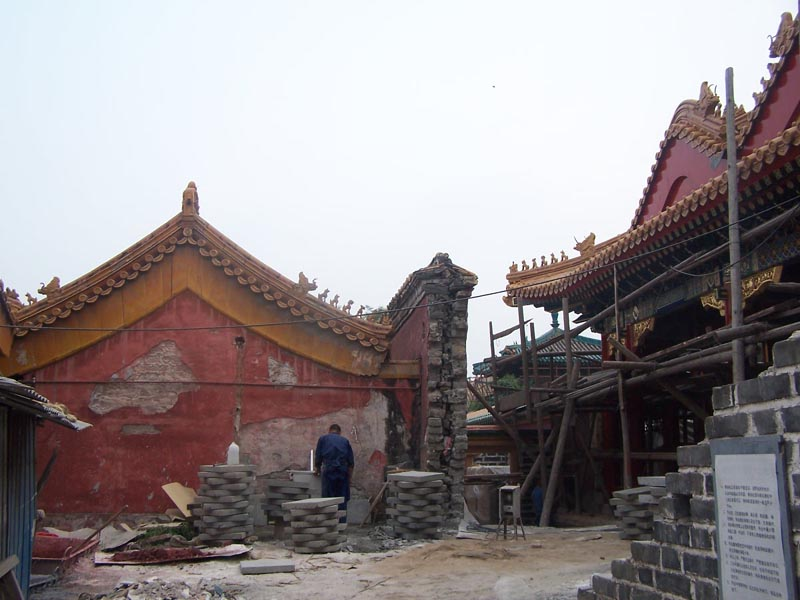
2005年复建中的建福宫花园，自北向南拍摄。右侧是静怡轩，远处绿顶建筑是建福宫的惠风亭，左侧黄琉璃瓦顶建筑是重华宫西侧的重华宫厨房院落（即原乾西五所中的西三所）第二进院的西厢房。

### 建成
建福宫花园始建于清朝乾隆七年（1742年），“渐次”构成，占地面积大约4,020平方公尺，园中建筑十多座，建筑形式各异、布局灵活。
乾隆三十九年（1774年）创建宁寿宫花园时，建福宫花园被当作蓝图之一，不少建筑都在宁寿宫花园再现。乾隆帝十分喜爱建福宫花园，为其作了不少诗赋，并将其喜爱的珍宝收藏在此。嘉庆时，曾经下令将这些珍宝全部封存。此后，建福宫花园一带一直被用作皇家珍宝的收藏之所。
建福宫花园火灾后，溥仪从内务府得到一份不完整的“糊涂账”，列出烧毁物品如下：金佛2,665尊、字画1,157件、古玩435件、古书数万册。溥仪在自传中称：“这是根据什么账写的，只有天晓得。”溥仪自传中还称：“固然是找不出什么字画、古瓷之类的东西了，但烧熔的金银铜锡还不少。内务府把北京各金店找来投标，一个金店以五十万元的价格买到了这片灰烬的处理权，把熔化的金块金片拣出了一万七千多两。金店把这些东西拣走之后，内务府把余下的灰烬装了许多麻袋，分给了内务府的人们。后来有个内务府官员告诉我，他叔父那时施舍给北京雍和宫和柏林寺每庙各两座黄金‘坛城’，它的直径和高度均有一尺上下，就是用麻袋里的灰烬提制出来的。”
后来在复建建福宫花园时，香港的潘鬘（May Holdsworth）接受主持复建的香港中国文物保护基金会委托，撰写《建福宫：在紫禁城重建一座花园》一书，回顾了建福宫历史。该书认为，溥仪的回忆录和内务府事后提交的清理建福宫花园火场报告底稿，在具体内容及项目上有不少出入。该书作者查看了清朝光绪年间建福宫花园内的延春阁、敬胜斋、静怡轩的陈设账，已发现上万件藏品，包括硬木家具、铜器、瓷器、玉器、漆器、乐器、字画、书籍、钟表等等，既有商周时期的礼器，晋朝及唐朝的字画，唐朝及宋朝的瓷器，还有无数历代佛像。乾隆帝热爱古玩及手工艺品，所藏珍宝多至不可胜数，在紫禁城、热河行宫、圆明园均有收藏，但最多的还是存放在建福宫花园。这些藏品太多，仅少数陈列在柜子、架子上，更多的则被储藏。储藏珍宝的箱匣，名为“百式件”，其本身已是珍宝，用料及装饰都十分精良，有些采用漆木制成，嵌有珍珠母，还有些采用紫檀木制成，雕有古式图案。

### 焚毁

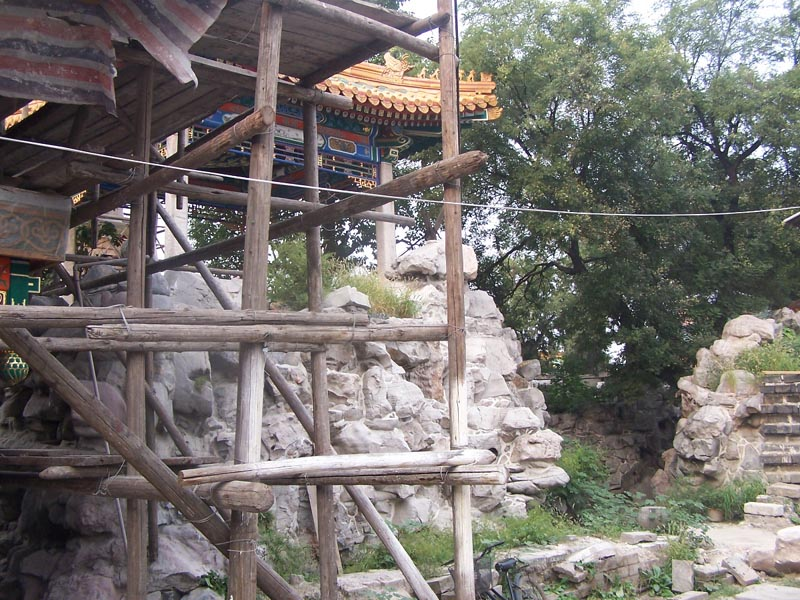
2005年建福宫花园复建工地。可见假山上的积翠亭。

1923年6月26日，建福宫花园的静怡轩、延春阁、敬胜斋以及建福宫花园南侧的中正殿等建筑均在火灾中焚毁，建福宫花园连同其中收藏的珍宝悉数变为灰烬。
起火是从敬胜斋开始。太监马来禄发现火情后首先通报了敬事房，最先赶来救火的是太监们。火灾发生两天之后的一份北京报纸披露，这些太监完全没有救火能力，“像一群低能儿一样戳在那里”，仅救出少量物品，报告火情的太监马来禄甚至昏倒。
起火时，英国使馆的周嘉生（Joseph Carson）与妻子周倩雅（Tatiana Carson）正在北京饭店顶楼花园跳舞，发现天空中的火光，便立刻下楼寻找起火地。英国使馆的另一位秘书嘉士居（Gascoigne）与周倩雅的妹妹艾琳芙（Irene Staheyeff）也一同前去。
由于清朝宗法规定，若无皇帝恩诏，外人一律不得入宫。故起火后，内务府大臣绍英当即寻找逊帝溥仪发令。凌晨1时20分，绍英在紫禁城西部的一座宫殿找到溥仪时，大火已燃烧超过一小时。溥仪批准开放东墙的一个侧门让消防员及人群进宫。东墙的入口距建福宫花园将近1.6公里。
凌晨2时50分，消防车先后到达，这时太监们依然在大火中胡乱奔跑，从火中抢出一些物品。火势蔓延迅速，将房屋的柱子、墙壁等吞没。目击者回忆称，九公尺高的火柱直冲云霄，大火过后留下了一堆废墟。经意大利前飞行员利华（M. Riva）协助，意大利使馆的消防员试图灭火。而向美国使馆的求助则无回音，艾琳芙后来在信中称：“这些美国佬糟透了。因只有他们才有消防队，我们分别在酒店和紫禁城拨了四通电话向他们求助，但是他们却没有出现。”紫禁城里没有自来水。消防水龙的软管只好从井和壕沟中取水，夏天壕沟的水位很低，虽然有命令打开控制地下水的闸门，但闸门打开需要时间。水只能靠人一桶一桶地传递。
溥仪的英文教师莊士敦（Reginald Johnston）在《紫禁城的黄昏》一书中回忆：“我看见皇上和皇后站在一堆焦木上，黯然凝视眼前的景象。几位亲王也抵达了现场。内务府的官员对灭火之事一窍不通，却煞有介事地对着秩序井然的意大利消防员吆五喝六。”
大火直到次日早7时才熄灭，建福宫花园的全部建筑仅剩下“熏黑的外壳和冒烟的瓦砾”。
溥仪在自传中推测，此次火灾发生在他刚刚着手清点建福宫花园的财产时，宫内的太监因为此前在建福宫花园盗窃了不少财物，所以纵火以毁灭证据，避免盗窃行为败露。但《建福宫：在紫禁城重建一座花园》认为“电灯房引发火灾”的说法较为可信。

### 复建

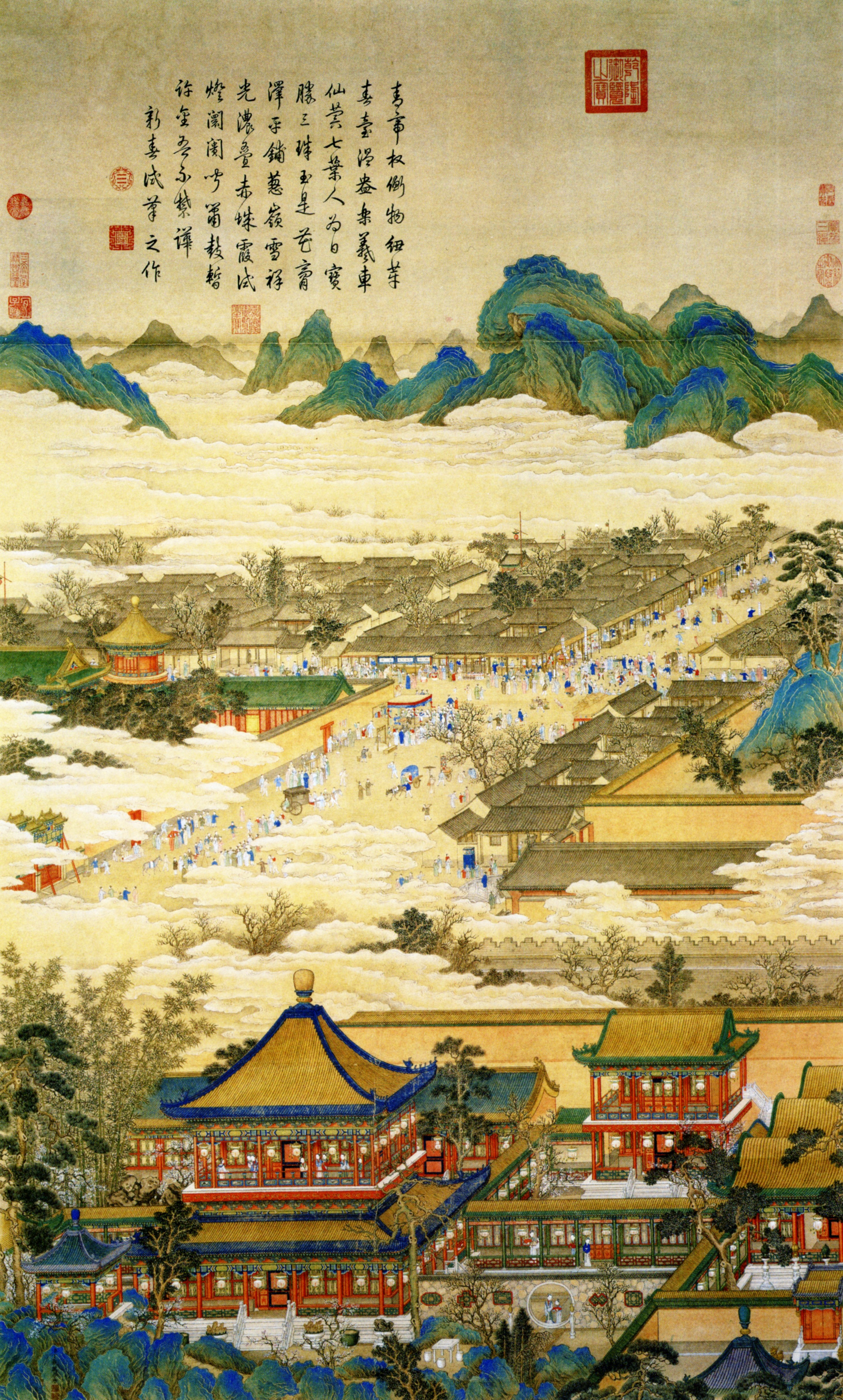
清丁观鹏《畫太簇始和》。图中下方为建福宫花园，上北下南。其中最高大的建筑为延春阁，其右侧的楼为吉云楼，吉云楼左侧的长条形平房建筑为敬胜斋，二者之间的小房是净房。图中左下角青绿色假山上的方形亭子是积翠亭。吉云楼右侧的三个房顶连在一起的建筑是静怡轩，静怡轩前边院子的小门是存性门。存性门前面露出的蓝色房顶是建福宫的惠风亭。

1990年代初，故宫博物院认识到可通过私人捐款开展工作。香港商人陈启宗希望捐款给故宫博物院复建建福宫花园，为此注册成立了香港中国文物保护基金会。经过几年筹备，1999年中华人民共和国国务院批准了建福宫花园复建项目。这是故宫博物院首个由国务院批准的复建项目。1999年5月24日，香港中国文物保护基金会和国家文物局下辖的中国文化遗产促进会签订了谅解备忘录：故宫博物院古建部及工程队是承建方；国家文物局负责设立并监管工程质量；香港中国文物保护基金会是捐款单位，需要确保款项使用得当。该复建项目曾一度引发文化遗产保护领域的激烈争论。
1999年，故宫博物院启动了建福宫花园复建工程。陈启宗担任主席的香港中国文物保护基金会通过中华文物交流协会，为该复建工程提供了400万美元的捐助，成为此次复建工程的主要资金来源。复建工程包括建福宫花园以及原建福宫后半部分建筑（静怡轩、慧曜楼等等），占地面积3850平方公尺，复建建筑面积4000多平方公尺，由故宫博物院负责施工。复建工程分成二期，计划五年时间完工。
2000年5月31日，建福宫花园复建一期工程开工，故宫博物院在建福宫花园遗址举办了复建工程开工典礼。一期工程恢复建福宫花园的主体建筑延春阁。2001年4月3日，在施工现场举行了延春阁上梁仪式。2006年5月，建福宫花园复建工程竣工。
此次复建的依据一是清朝宫廷画师丁观鹏所绘《畫太簇始和》（现存台北国立故宫博物院），二是瑞典汉学家喜龍仁1922年拍摄的两册摄影集《中国北京皇城写真全图》（The Imperial Palaces of Peking）。在香港中国文物保护基金会聘请的顾问、英国籍修复保护建筑师庄山地（John Sanday）的建议下，复建以 “保持现状，恢复原状”为原则，工作人员对断裂、残损的石刻、石座、石墩采用粘结拼补技术，从而使建福宫花园内80%的石基座未被更换。复建遵循《清工部工程做法》，同时严格遴选原材料，原则上赴原产地购买原材料。2006年5月17日，建福宫花园正式移交故宫博物院。在2006年美国《商业周刊》和《建筑实录》联合举办的建筑“中国奖”颁奖会中，建福宫花园复建工程获“最佳历史保护项目奖”。

### 会所风波
建福宫花园复建后，一直未对公众开放。两三年后，建福宫花园迎来不少贵宾，包括亨利·阿尔弗雷德·基辛格和乔治·赫伯特·沃克·布什，也举办过商业名流的宴会、展览、交流等活动。
2010年11月6日晚，在静怡轩门前举办晚宴，“女子水晶乐坊”演奏了《印象中国》、《最爱茉莉花》等曲目。据称此次晚宴是高级会所“紫禁城建福宫”开幕前的一次“预热”。此后，已装饰一新的延春阁、敬胜斋、积翠亭不定期接待贵宾吃饭参观。
2011年4月23日晚，高级会所“紫禁城建福宫”（Jianfo Palace）的开幕式在建福宫花园举行，来宾上百人，包括陈义红、沈南鹏、王中军、梁信军、苏芒、虞峰、胡永敏、朱永兴、刘海峰、沈国军等北京各界大腕，还包括张伟祥（建龙钢铁控股集团董事长）、盛希泰（华泰联合证券有限公司总裁）、周少雄（福建七匹狼实业股份有限公司董事长）等等商界人士，来宾主体是长江商学院高级学员。在主宴会厅旁边的延春阁内，陈放着包括“清乾隆紫檀嵌玻璃画宝座屏风”在内的多件故宫博物院藏重要文物，据说是由故宫博物院借调而来，准备长期在该会馆摆放。
开幕式之后，该会所正式在建福宫花园运营，将延春阁作展览厅，敬胜斋作主餐厅，静怡轩、慧曜楼、吉云楼等建筑作为小型宴会酒会场所。该会所开幕后几天举办的一个小型聚会上，故宫文物保护基金会、故宫博物院有关领导出席。2011年5月15日，“紫禁城建福宫”会所的“入会协议书”被网友曝光。随后引起社会舆论的轩然大波，故宫博物院受到强烈指责。故宫博物院对此否认，声称建福宫花园成为私人会所“不存在也不可能”。但故宫博物院的声明并未平息舆论的质疑。

### 后续
2014年，为消除安全隐患，建设“平安故宫”，故宫博物院拆除了建福宫花园内的彩钢房（原为职工食堂）。
2016年12月29日，故宫博物院在建福宫花园延春阁一层设立“建福榜”，以铭记为故宫博物院捐资的机构和人士。首批上榜的机构和个人捐资总计3.7亿元人民币。

## 建筑
建福宫花园的建筑分为东、西两个部分。东部建筑原来全部属于建福宫建筑群，在中轴线上自南向北依次为抚辰殿、建福宫、惠风亭、静怡轩、慧曜楼，布局上前部显得紧凑，后部显得疏朗。后来惠风亭北侧用红墙隔出最后一进院落，院落中的静怡轩、慧曜楼被划入建福宫花园，形成了建福宫花园的东部。
建福宫花园的西部以延春阁为中心。延春阁平面呈方形，体量很大，重檐四角攒尖式顶，黃琉璃瓦藍剪邊。延春阁北有敬胜斋，南有叠石，西有碧琳馆、妙莲华室、凝晖堂，东邻静怡轩，从而形成了以延春阁为中心的向心式布局。
《国朝宫史续编》载：建福宫“后为惠风亭，又北为静怡轩”；“轩后为慧曜楼。楼西为吉云楼”；“吉云楼西为敬胜斋”，“其庭中垣门上东向镌御笔匾曰‘朝日晖’……垣西为碧琳馆”，“碧琳馆南为妙莲华室”，“妙莲华室南为凝晖堂，亦东向。”“阁前叠石为山，岩洞磴道，幽邃曲折……山上结亭曰‘积翠’……南有静室，东向匾曰‘玉壶冰’……其上有楼，供大士像。”
《清宫述闻》引用《国朝宫史》时的附言称，“西花园之名，日人所著《唐土名胜图绘》已有此称，静怡轩后为慧曜楼，楼西为吉云楼，吉云楼西为敬胜斋。……垣西为碧琳馆，馆南为妙莲华室，室南为凝晖堂，亦东向，其南室匾曰‘三友轩’。凝晖堂之前为延春阁，北与敬胜斋相对。延春阁西门上石刻御笔，南向者曰‘含象’，北向者曰‘怀芬’，阁前叠石为山，岩洞磴道，幽邃曲折，间从古木从篁，饶有林岚佳致，山上结亭曰‘积翠’，山左右有奇石，西曰‘飞来’，东曰‘玉玲珑’，山之西穿石洞而南，洞镌御笔曰‘鹫峰’，南有静室，东向匾曰‘玉壶冰’，又匾曰‘鉴古’，其上有楼，供大士像。”
由于宁寿宫后寝的一部分建筑是仿照建福宫花园而建，所以在复建建福宫花园时，参照了宁寿宫后寝的建筑。根据史料记载及实地测量，找出的宁寿宫后寝与建福宫花园各建筑的对应关系为：符望阁对应延春阁，倦勤斋对应敬胜斋，景福宫对应静怡轩，梵华楼对应慧曜楼，佛日楼对应吉云楼，玉粹轩对应凝晖堂，竹香馆对应碧琳馆，养和精舍对应玉壶冰室，耸秀亭对应积翠亭。
各建筑的位置以及复建时的各建筑复原设计方案为：
- 存性门：位于建福宫惠风亭正北，坐北朝南。复原设计方案为：“一殿一卷垂花门。面阔一间，进深二间，前檐两扇攒边门，后檐四扇屏门，瓦顶绿琉璃瓦黄卷边，彩画为金线方心式苏画。”
- 静怡轩：位于存性门内正北，坐北朝南。复原设计方案为：“勾连搭三卷殿。面阔五间，进深三间，周围廊，前后四檩，中间六檩卷棚顶，外檐重拱交麻叶斗拱，装修步步紧，支摘窗，格扇门，瓦顶绿琉璃瓦黄卷边，彩画为金线方心式苏画。”
- 慧曜楼：位于静怡轩正北，处在花园东部最北端，坐北朝南。复原设计方案为：“七开间硬山楼东边耳殿一间，西边过桥游廊一间。面阔七间，进深一间，四檩卷棚顶，上层檐重拱交麻叶斗拱，上下檐装修灯笼框支摘窗，格扇门，瓦顶黄琉璃瓦绿卷边，彩画为金线方心式苏画。”
- 延春阁：位于花园西部正中央，坐北朝南。复原设计方案为：“重檐四角攒尖周围廊。面阔五间，进深五间，周围廊，两层楼阁，中间设暗层，下檐五踩重昂斗拱，平座重拱，偷心造斗拱，上檐擎檐柱下设雕刻花板，内檐柱设重拱交麻叶斗拱，装修上下檐为步步紧支摘窗，格扇门，瓦顶黄琉璃瓦蓝卷边，圆琉璃宝顶，彩画为金线方心式苏画。”
- 敬胜斋：位于花园西部的西北角，坐北朝南。复原设计方案为：“九开间前出廊硬山脊。面阔九间，进深一间，前出廊，东五间为明廊，西四间为暗廊，六檩硬山顶，重拱交麻叶斗拱，装修步步紧支摘窗，格扇门，瓦顶绿琉璃瓦黄卷边，彩画为金线方心式苏画。”敬胜斋以《畫太簇始和》为准，复原设计方案定为起脊做法。
- 吉云楼：位于花园北端，敬胜斋东侧的净房和慧曜楼之间，坐北朝南。复原设计方案为：“三开间歇山楼，面阔三间，进深一间，前出廊，七檩卷棚顶，上檐重拱交麻叶斗拱，上下檐装修为步步紧支摘窗，格扇门，瓦顶黄琉璃瓦绿卷边，彩画为金线方心式苏画。”
- 碧琳馆：位于花园西侧，北邻敬胜斋，南邻妙莲华室，坐西朝东。复原设计方案为：“三开间歇山、卷棚楼、左右耳楼各一间，面阔三间，进深一间，四檩卷棚顶，上檐重拱交麻叶斗拱，上下檐装修为灯笼框格扇窗，瓦顶绿琉璃瓦黄卷边，彩画为龙和玺，两侧耳放、斜廊为墨线方心式苏画。”碧琳馆前面的水法为溥仪时期兴建，复原设计方案恢复为乾隆时期的弓背墙。碧琳馆到妙莲华室之间的游廊在清朝嘉庆年间改为叠落廊，复原设计方案恢复为乾隆年间的斜廊。
- 凝晖堂：位于延春阁西侧、妙莲华室南侧，坐西朝东，面向延春阁。复原设计方案为：“三开间歇山卷棚。面阔三间，进深一间，前出廊，六檩卷棚顶，三踩单昂斗拱，装修为步步紧支摘窗，格扇门，瓦顶黄琉璃瓦绿卷边，彩画为金线方心式苏画。”
- 妙莲华室：位于碧琳馆南侧、凝晖堂北侧。复原设计方案为：“勾连搭三卷廊。面阔一间，进深一间，黄琉璃瓦顶，彩画为墨线方心式苏画。”
- 积翠亭：位于延春阁正南侧的假山上。复原设计方案为：“四角攒尖方亭，瓦顶绿琉璃瓦黄卷边，四方琉璃宝顶，彩画为金线方心式苏画。”
- 玉壶冰：位于延春阁南侧假山西南，由两座歇山楼、一座转角游廊楼构成。复原设计方案为：“歇山楼两座计六间、转角游廊楼七间。西、南面阔各三间，进深一间，中设七间连廊楼，五檩歇山顶，上下檐装修为步步紧支摘窗，格扇门，瓦顶黄琉璃瓦绿卷边，彩画为金线方心式苏画。”
- 游廊：复原设计方案为：“黄琉璃瓦顶，彩画为墨线方心式苏画。”
- 净房、静室：净房位于敬胜斋东侧、吉云楼西侧。静室位于整个花园的东北角，慧曜楼东侧。复原设计方案为：“面阔进深各一间，黄琉璃瓦顶，彩画为墨线方心式苏画。”
- 值房：位于延春阁南侧假山东南，坐南朝北，面阔三间，进深一间。原建筑保存较为完整，仅缺少部分装修，在复原中进行了维修。[10]